# Gregory Daniel
Gregory Daniel é um ciclista estadounidense, nascido a 8 de novembro de 1994 em Denver. Para a temporada 2017 alinhou pelo conjunto Trek-Segafredo. Actualmente milita no DCBank Pro Cycling.

## Palmarés
2016
- Tour de Beauce, mais 1 etapa
- Campeonato dos Estados Unidos em Estrada